# Pancsova község
Pancsova község (szerbül Општина Панчево / Opština Pančevo) közigazgatási egység (járás) Szerbiában, a Vajdaságban, a Dél-bánsági körzetben. Központja Pancsova városa. A községhez 10 település tartozik: 1 város (Pancsova), 2 városi jellegű település (Ferenchalom és Tárcsó) és 7 falu. A 2002-es népszámlálás adatai szerint a község lakossága 127 162 fő, a természetes szaporulat értéke pedig -3‰. A községben 19 elemi és 8 középfokú oktatási intézmény működik.

## Települések
- Beresztóc (Banatski Brestovac)
- Dolova (Dolovo)
- Ferenchalom (Kačarevo)
- Galagonyás (Glogonj)
- Omlód (Omoljica)
- Pancsova (Pančevo) – közigazgatásilag a város részét képezi még Hertelendyfalva (Vojlovica) is
- Révújfalu (Banatsko Novo Selo)
- Sándoregyháza (Ivanovo)
- Tárcsó (Starčevo)
- Torontálalmás (Jabuka)

| Ópáva község Antalfalva község Alibunár község Palilula városi község Kevevára község Zvez- dara Voždovac Grocka Szendrő PANCSOVA Révújfalu Galagonyás Ferenchalom Torontálalmás Dolova Tárcsó Omlód Beresztóc Sándor- egyháza |
| térkép szerkesztése |

## Etnikai összetétel
- szerbek (76,38%)
- macedónok (4,14%)
- románok (3,19%)
- magyarok (3,17%)
- jugoszlávok (2,35%)
- szlovákok (1,24%)
- cigányok (1,09%)
- egyéb (8,44%)

Minden település szerb többségű, kivéve Sándoregyházát, amely relatív magyar többségű.
1. ↑  2022 Serbia Census